# Creative Arts Emmy Awards
Pour les articles homonymes, voir Emmy Awards.
Les Primetime Creative Arts Emmy Awards sont des récompenses télévisuelles américaines décernées chaque année en l'honneur de l'excellence technique dans les programmes de télévision.
Les Primetime, Daytime et Sports Emmy Awards remettent chacun leurs propres récompenses « Creative Arts », lors de cérémonies séparées précédent les cérémonies principales.
Ils sont généralement décernés aux directeurs artistiques, les costumiers, les photographes, les directeurs de casting, les ingénieurs du son, etc. mais peuvent à l'occasion récompenser des programmes d'animation ou des artistes invités dans les séries.

## Catégories
- Creative Arts Primetime Emmy Awards, voir Primetime Emmy Awards
- Creative Arts Daytime Emmy Awards, voir Daytime Emmy Awards
- Creative Arts Sports Emmy Awards, voir Sports Emmy Awards